# Auloron e Senta Maria
Auloron e Senta Maria (Auloron o Auloron e Senta Maria en occità, Oloron-Sainte-Marie en francès) és una ciutat capital de la comarca de l'Alt Bearn i dins del departament dels Pirineus Atlàntics i a la regió de la Nova Aquitània. L'any 1999 tenia 10.992 habitants.

## Història
Avui conegut com a Sant, Gratus d'Auloron esdevingué l'any 506 el primer arquebisbe conegut de l'antiga diòcesi d'Auloron, llavors coneguda com a "Iluro".
La història de la ciutat durant el període de migració és poc coneguda. L'any 1080, Cèntul V, vescomte de Béarn, va construir la nova ciutat de "Auloron" (versió medieval del nom romà Iluro) al costat oposat del riu des del centre de la diocèse. Cèntul V va restaurar les muralles romanes i va fundar la ciutat forta d'Auloron
Té com a monument destacat la catedral de Santa Maria, començada el 1102 sota l'impuls del comte de Bearn Gastó IV, i seu la diòcesi d'Auloron fins al 1802, i el parc Pommé, amb més de cinquanta espècies d'arbres.
Auloron fou vila vescomtal i la veïna Santa Maria vila episcopal. El 1858 es van unir ambdues. Fou la capital del Vescomtat d'Auloron.

## Demografia
| Evolució de la població |       |       |       |       |       |       |       |       |
| 1793                    | 1800  | 1806  | 1821  | 1831  | 1836  | 1841  | 1846  | 1851  |
| 5 664                   | 5 515 | 5 975 | 6 328 | 6 458 | 6 620 | 6 804 | 6 530 | 6 388 |

| 1856  | 1861  | 1866  | 1872  | 1876  | 1881  | 1886  | 1891  | 1896  |
| ----- | ----- | ----- | ----- | ----- | ----- | ----- | ----- | ----- |
| 9 899 | 9 362 | 9 085 | 8 783 | 8 644 | 9 117 | 8 931 | 8 758 | 8 960 |

| 1901  | 1906  | 1911  | 1921  | 1926  | 1931   | 1936   | 1946   | 1954   |
| ----- | ----- | ----- | ----- | ----- | ------ | ------ | ------ | ------ |
| 9 078 | 9 281 | 9 495 | 8 976 | 9 584 | 10 202 | 10 300 | 10 567 | 11 407 |

| 1962   | 1968   | 1975   | 1982   | 1990   | 1999   | 2006 | 2011 | 2016 |
| ------ | ------ | ------ | ------ | ------ | ------ | ---- | ---- | ---- |
| 12 778 | 13 028 | 12 332 | 11 513 | 11 067 | 10 988 | -    | -    | -    |

| 2019 | - | - | - | - | - | - | - | - |
| ---- | - | - | - | - | - | - | - | - |
| -    | - | - | - | - | - | - | - | - |

## Administració
| Període   | Identitat        | Partit             |
| --------- | ---------------- | ------------------ |
| 1946-1959 | Paul Dabadie     |                    |
| 1956-1959 | François Patie   |                    |
| 1959-1965 | Albert Rioux     |                    |
| 1965-1977 | Guy Ebrard       | radical-socialista |
| 1977-1983 | Henri Laclau     | PS                 |
| 1983-2001 | Raymond Dieste   | PS                 |
| 2001-2008 | Hervé Lucbéreilh | UMP                |
| 2008-     | Bernard Uthurry  | PS                 |

## Agermanaments

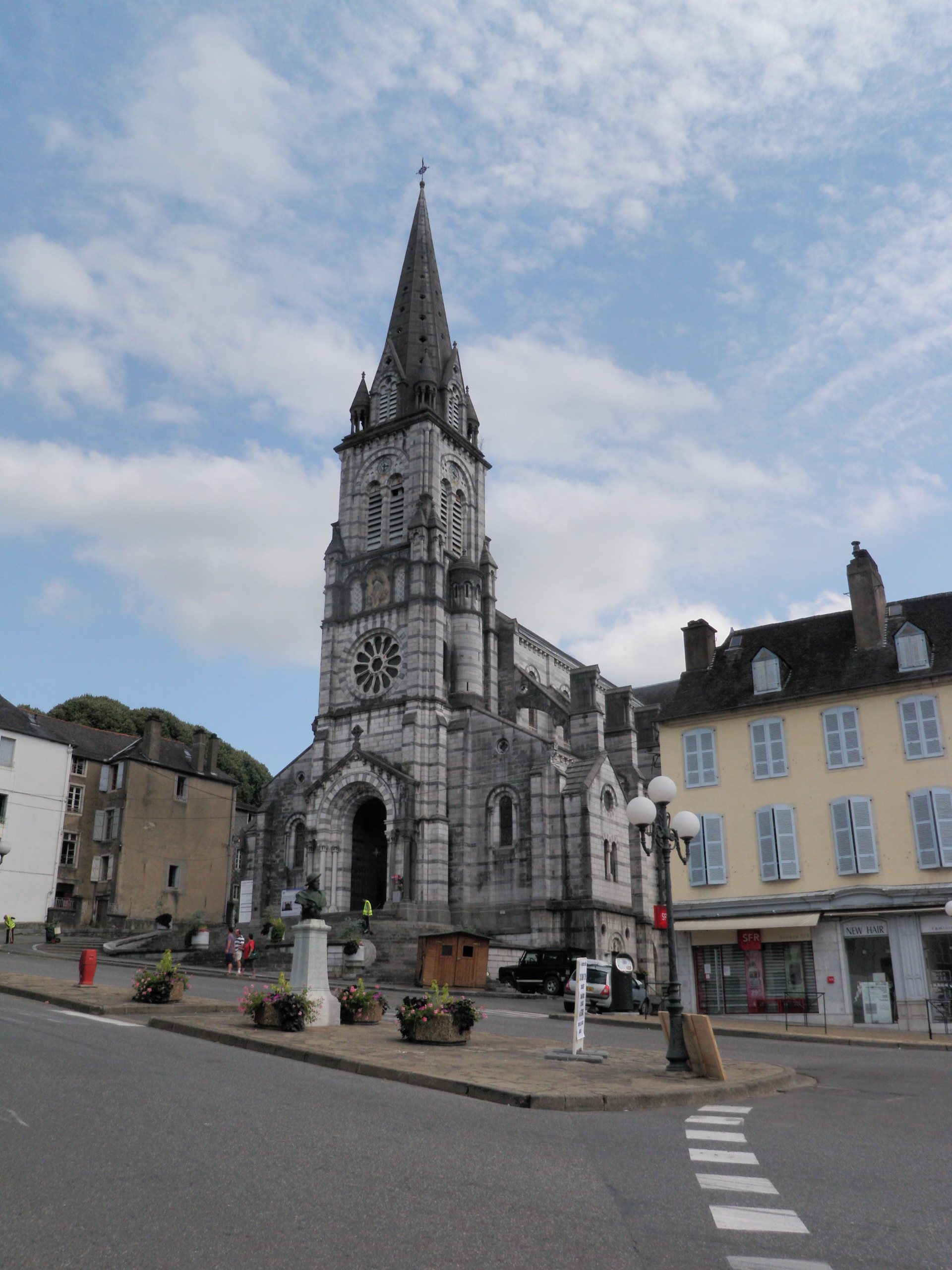
església

- Jaca

## Personatges famosos
- Xavièr Navarròt, escriptor occità.
- Marguerite Laborde (coneguda pel pseudònim Andrée Bearn), escriptora.
- Vaspin Lespin, gramàtic.
- Jules Supervielle escriptor nascut a l'Uruguai, hi és enterrat.
- Jean-Armand du Peyrer, comte de Treville, comandant de la companyia de mosqueters de Lluís XIII de França, popularitzat per la novel·la Els tres mosqueters d'Alexandre Dumas.
- Bernard Becaas, ciclista.

## Referències

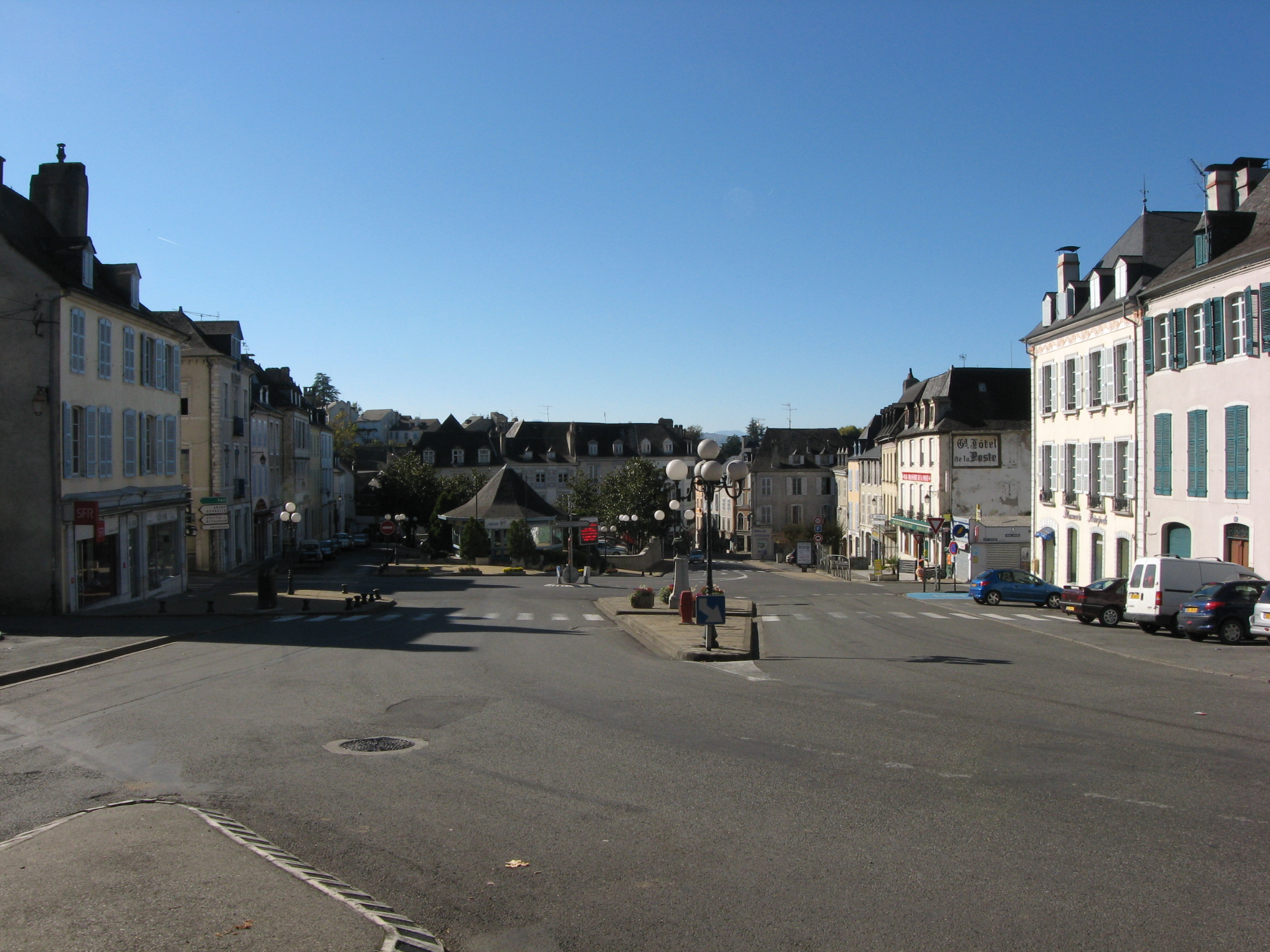

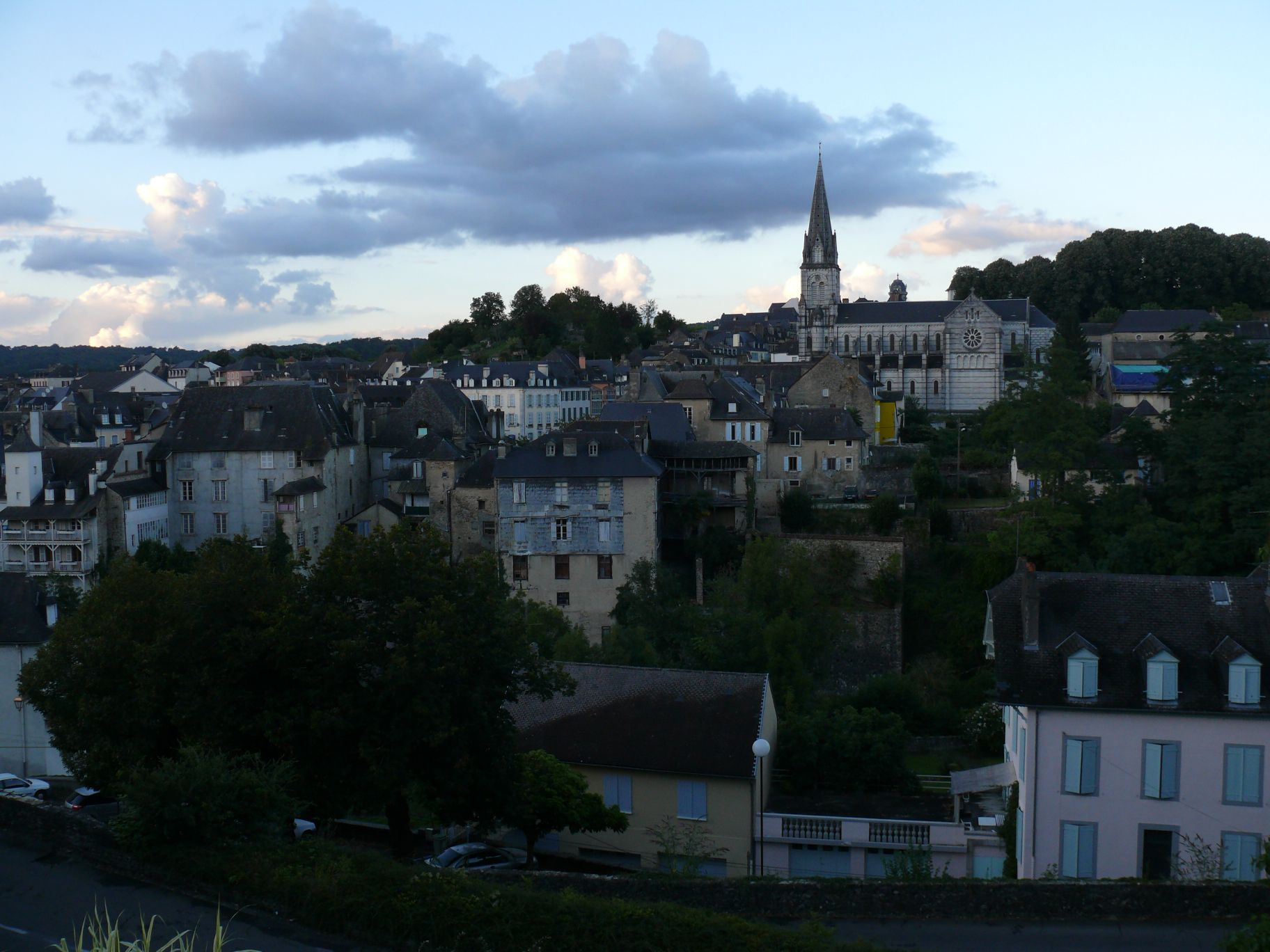